# Kim Campbellová
Avril Phædra Douglas „Kim“ Campbellová (* 10. března 1947) je kanadská politička, právnička, diplomatka a spisovatelka.
Byla předsedkyní Progresivně-konzervativní strany krátce roku 1993. V roce 1993 byla též několik měsíců premiérkou Kanady jako první žena, a také první rodák z provincie Britská Kolumbie v této funkci. Těsně před jmenováním premiérkou zastávala souběžně funkci ministryně obrany, ministryně pro záležitosti veteránů a ministryně pro záležitosti provincií. V letech 1990–1993 byla ministryní spravedlnosti.